# Langues en Roumanie
Les langues en Roumanie sont les vingt langues officiellement reconnues dans ce pays par la Constitution roumaine, dont le roumain, langue officielle de la Roumanie, compris par environ 99 % de la population du pays, et les dix-neuf langues minoritaires officiellement reconnues. Quelques autres, dont l'aroumain, sont parlées dans le pays sans avoir de statut officiel. 

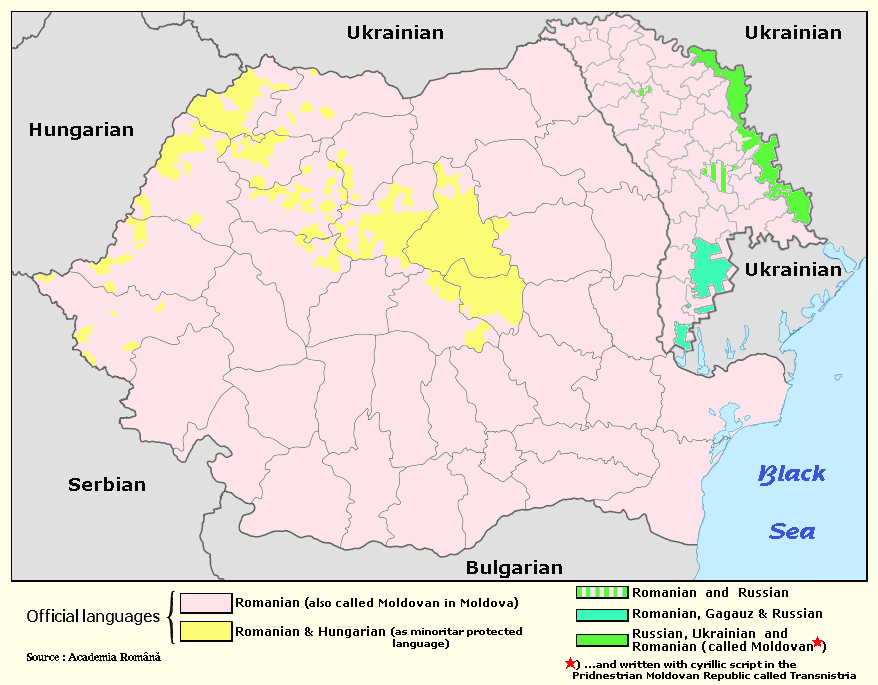
Le roumain comme langue officielle, seul (rose) ou avec d'autres langues, en Roumanie et en Moldavie.

Le hongrois est la seconde langue, parlée par 6,26 % de la population en langue maternelle, mais la langue est parlée en langue seconde, ou comprise, à des degrés divers, par environ 20 % des Roumains transylvains.

## Usage des langues
| R. | Langue        | %      | Nombre     | Locuteurs usuels                                                           |
| -- | ------------- | ------ | ---------- | -------------------------------------------------------------------------- |
| 1  | Roumain       | 85,36  | 17 176 544 | Roumains, une partie des Roms et des Juifs                                 |
| 2  | Hongrois      | 6,26   | 1 259 914  | Magyars, Sicules, Csángós, une partie des Roms                             |
| 3  | Romani        | 1,22   | 245 677    | La majorité des Roms                                                       |
| 4  | Ukrainien     | 0,24   | 48 910     | Ruthènes, Houtsoules, autres Ukrainiens de Roumanie                        |
| 5  | Allemand      | 0,13   | 26 557     | Saxons de Transylvanie, autres Allemands de Roumanie, une partie des Juifs |
| 6  | Turc          | 0,13   | 25 302     | Turcs de Roumanie, une partie des Tatars de Roumanie                       |
| 7  | Russe         | 0,09   | 18 946     | Lipovènes, diaspora russe                                                  |
| 8  | Tatar         | 0,09   | 17 677     | La majorité des Tatars de Roumanie                                         |
| 9  | Serbe         | 0,08   | 16 805     | Serbes de Roumanie                                                         |
| 10 | Slovaque      | 0,06   | 12 802     | Slovaques de Roumanie                                                      |
| 11 | Bulgare       | 0,03   | 6 518      | Bulgares de Roumanie                                                       |
| 12 | Croate        | 0,03   | 5 167      | Carashovènes, autres Croates de Roumanie                                   |
| 13 | Italien       | 0,01   | 2 949      | Italiens de Roumanie                                                       |
| 14 | Grec          | 0,01   | 2 561      | Grecs de Roumanie, Pontiques                                               |
| 15 | Tchèque       | 0,01   | 2 174      | Tchèques de Roumanie                                                       |
| 16 | Polonais      | 0,01   | 2 079      | Polonais de Roumanie                                                       |
| 17 | Chinois       | 0,01   | 2 039      | Diaspora chinoise                                                          |
| 18 | Macédonien    | 0,00   | 769        | Macédoniens de Roumanie                                                    |
| 19 | Arménien      | 0,00   | 739        | Arméniens de Roumanie                                                      |
| 20 | Yiddish       | 0,00   | 643        | Minorité parmi les Juifs                                                   |
|    | Autre         | 0,08   | 16 841     |                                                                            |
|    | Non mentionné | 6,11   | 1 230 028  |                                                                            |
|    | Total         | 100,00 | 20 121 641 |                                                                            |

## Langues étrangères
Les langues étrangères les plus étudiées en pourcentage d’élèves qui les apprennent dans l’enseignement secondaire inférieur (CITE 2) en 2009/2010 sont les suivantes, :
| Langue   | %      |
| -------- | ------ |
| Anglais  | 96,7 % |
| Français | 85,8 % |
| Allemand | 9,5 %  |
| Espagnol | 0,5 %  |
| Russe    | 0,5 %  |

Les langues étrangères les plus étudiées en pourcentage d’élèves qui les apprennent dans l’enseignement secondaire supérieur (CITE 3) d’orientation générale et préprofessionnelle/professionnelle en 2009/2010 sont les suivantes :
| R. | Langue   | %      |
| -- | -------- | ------ |
| 1  | Anglais  | 94,2 % |
| 2  | Français | 84,2 % |
| 3  | Allemand | 7,7 %  |
| 4  | Espagnol | 1,1 %  |
| -  | Russe    | 0,4 %  |

Les pourcentages d'élèves étudiant l'anglais, le français, l'allemand, l'espagnol et le russe dans l’enseignement secondaire supérieur (niveau CITE 3) d’orientation générale en 2009/2010 sont les suivants :
| Langue   | %      |
| -------- | ------ |
| Anglais  | 98,7 % |
| Français | 86,3 % |
| Allemand | 11,8 % |
| Espagnol | 2,2 %  |
| Russe    | 0,6 %  |

Les pourcentages d'élèves étudiant l'anglais, le français, l'allemand, l'espagnol et le russe dans l’enseignement secondaire supérieur (niveau CITE 3) d’orientation préprofessionnelle/professionnelle en 2009/2010 sont les suivants :
| Langue   | %      |
| -------- | ------ |
| Anglais  | 91,6 % |
| Français | 82,9 % |
| Allemand | 5,3 %  |
| Espagnol | 0,4 %  |
| Russe    | 0,3 %  |

Voir également l'Eurobaromètre spécial numéro 386 de février/mars 2012 intitulé Les Européens et leurs langues,

### Français
La francophonie remonte au XVIIIe siècle dans les principautés roumaines. Elle a joué un rôle essentiel dans la renaissance culturelle roumaine. Les boyards et les riches marchands finançaient les études de nombreux jeunes Roumains en France et beaucoup de précepteurs, majordomes, gouvernantes, nourrices et cuisiniers des riches roumains et des princes phanariotes en étaient originaires, diffusant l’esprit des Lumières et l’idée de l’unité roumaine qui découle de la même philosophie que l’unité allemande et l’unité italienne.
L’effondrement de la dictature communiste en 1989 permit à la France de tenter de retrouver son influence prépondérante en Roumanie, avant même que cette dernière ne soit admise dans l’union européenne en 2007. Mais ces efforts se heurtèrent à trois facteurs défavorables : générationnel, culturel et économique. Du point de vue générationnel, les anciennes élites francophiles roumaines sont précisément celles que le régime communiste a persécutées et décimées. Du point de vue culturel, la circulation désormais libre des informations et des idées entre les deux pays a ouvert aux Roumains l’espace médiatique francophone, où ils ont constaté que leur image était souvent connotée négativement : amalgames, clichés, phobies et préjugés y entremêlaient Dracula (mythe qui n’est d’ailleurs pas roumain), Antonescu (le « Pétain roumain », comme il se définissait lui-même), la Shoah (qui occulte l’histoire des Juifs en Roumanie, si ancienne et si riche), Ceaușescu et ses orphelinats ou encore l’émigration de certains Roms de Roumanie cherchant un sort meilleur en Occident,,,. Du point de vue économique, les investisseurs et les touristes anglophones et germanophones vinrent bien plus nombreux que les francophones, en partie parce qu’à travers le monde, l’anglais est désormais dominant. De ces trois facteurs, il découle une perte de vitesse du français face à l’anglais, à présent première langue universitaire, et l’atténuation de l’ancienne forte francophilie des Roumains.
L’influence française se fond aujourd’hui dans l’influence ouest-européenne, mais la Roumanie reste membre de l’Organisation internationale de la francophonie et depuis 2001, elle remonte : en 2006, un accord intergouvernemental franco-roumain a été signé, portant sur 63 lycées à sections bilingues, dont 26 lycées entièrement bilingues. Ces cursus débouchent, pour ces derniers, sur un baccalauréat mention bilingue francophone.
Le français LV2 passe de 35 % à 53 % entre 2001 et 2008.
Selon l’Eurobaromètre spécial no 386 de février/mars 2012 intitulé Les Européens et leurs langues,, le français est la première langue étrangère maîtrisée en Roumanie parmi les plus de 55 ans avec 6,17 % devant l’anglais, deuxième, avec 2,78 %. Bien que détrônée par l’anglais parmi les personnes âgées de 35 à 54 ans, sa maîtrise progresse néanmoins à 7,18 % de la population contre 13,08 % pour l’anglais. Parmi les jeunes de 15 à 34 ans, la maîtrise du français progresse encore plus pour atteindre 15,33 %, mais toujours derrière l’anglais et ses 32,42 %. Enfin, globalement, le français est la deuxième langue étrangère la plus maîtrisée dans le pays après l’anglais avec 9,73 % des Roumains déclarant la maîtriser contre 16,75 % pour l’anglais.
Le pourcentage de la population totale des élèves du niveau primaire qui apprennent le français en 2009/2010 est de 15,7 % (contre 43,8 % pour l’anglais et 1,4 % pour l’allemand), ce qui représente le 5e pourcentage le plus élevé des 28 pays de l’Union européenne après le Luxembourg (83,6 %), le Royaume-Uni (69,5 %), la Communauté flamande de Belgique (31,5 %) et la Grèce (24,4 %).